# Лаобао
Лаобао (вьет. Lao Bảo) — город в уезде Хыонгхоа, провинция Куангчи, Вьетнам. Согласно административному делению Вьетнама является административной единицей первого порядка.

## География
Лаобао — пограничный город, расположенный на западе провинции Куангчи, в 83 км от города Донгха, в 20 км на запад от города Кхешань. Граничит:
- на востоке — с общиной Тантхань,
- на западе и юге — с Лаосом,
- на севере — с общиной Хыонгфунг.

Город имеет площадь 17,17 км², численность населения в 2020 году составляла 12 862 человека, плотность населения — 749 чел/км².
В городе около 9 км вьетнамско-лаосской границы, часть которой проходит по реке Сепон (приток реки Меконг).

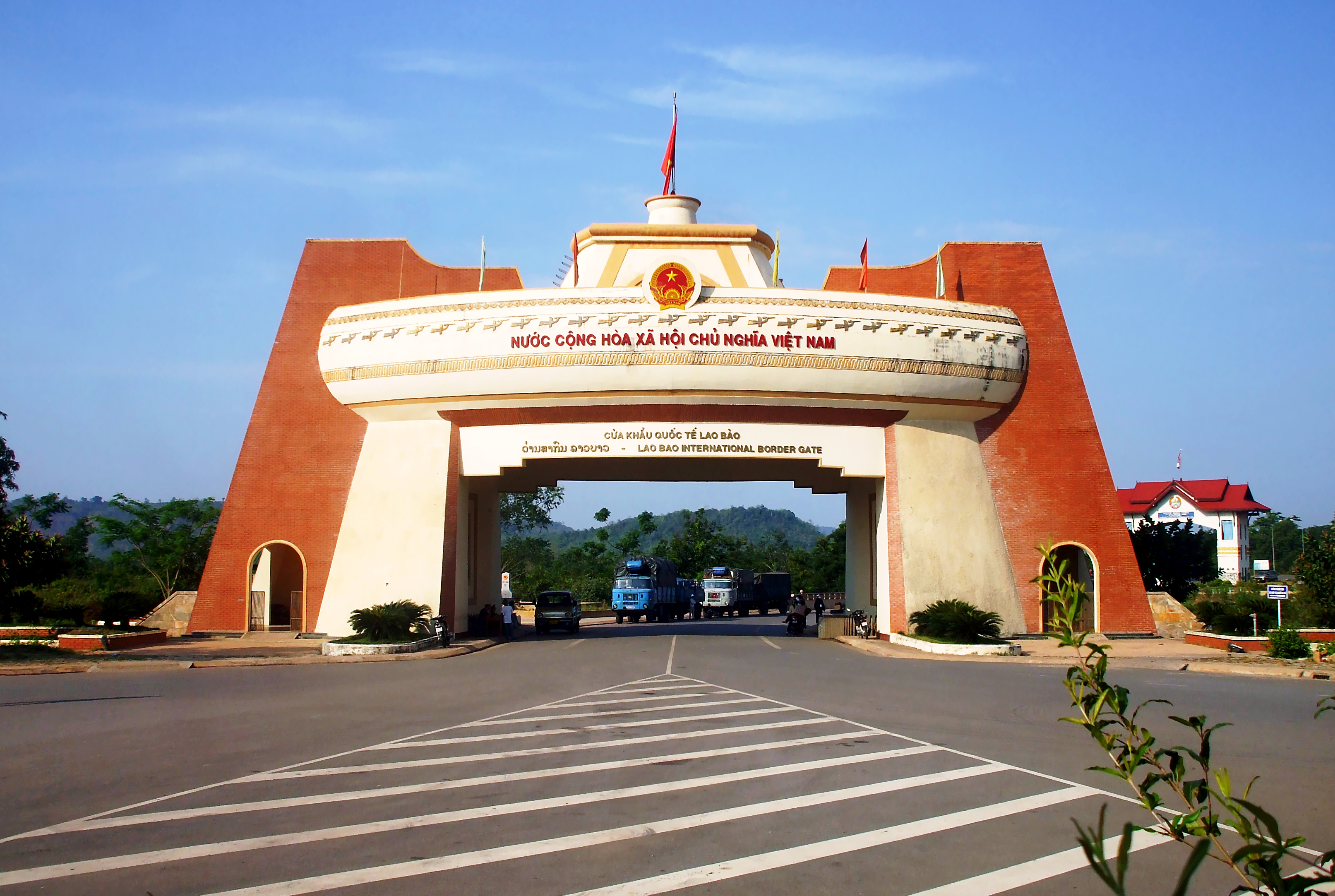
Международные пограничные ворота Лаобао

## Административное устройство
Город Лаобао разделен на 11 районов: Анха, Каовьет, Зуитан, Катанг, Катуп, Кхеда, Танким, Тэйтин, Чунгтин, Виньдонг, Суанфыок.

## История
Город Лаобао был образован 1 августа 1994 года Постановлением Правительства 79-CP на основе всей территории и населения общины Танфыок.

## Экономика
Пограничный переход Лаобао обеспечивает работу самого короткого и удобного из трёх важнейших транспортных коридоров, связывающих страны «Большого Меконга» (Вьетнам, Лаос, Камбоджа, Таиланд, Мьянма).
12 ноября 1998 г. премьер-министр Вьетнама издал Решение 219/1998/QD-TTg О зоне содействия торговле и экономическому развитию Лаобао. Настоящее Положение изменено и дополнено 11 января 2002 года согласно Решению 08/2002/QD-TTg. Затем, 12 января 2005 г., премьер-министр Вьетнама издал Постановление 11/2005/QD-TTg О специальной экономической и коммерческой зоне Лаобао.
Важной отраслью является туризм. За 2022 год объём туристических услуг составил 5252 млрд. донгов, что на 41 % больше предыдущего года.

## Культура и туризм
В городе есть много исторических и культурных памятников, таких как: тюрьма Лаобао, база Кхешань, база в деревне Вай, аэропорт Такон, ручей Лала, река Сепон. В городе проживают этнические группы таой и бру. Здесь расположены природные достопримечательности, такие как озеро Тандо, озеро Раокуан, озеро Кхешань, озеро в парке Лаобао, ручей Лала, водопад Оо и другие.

## Изображения

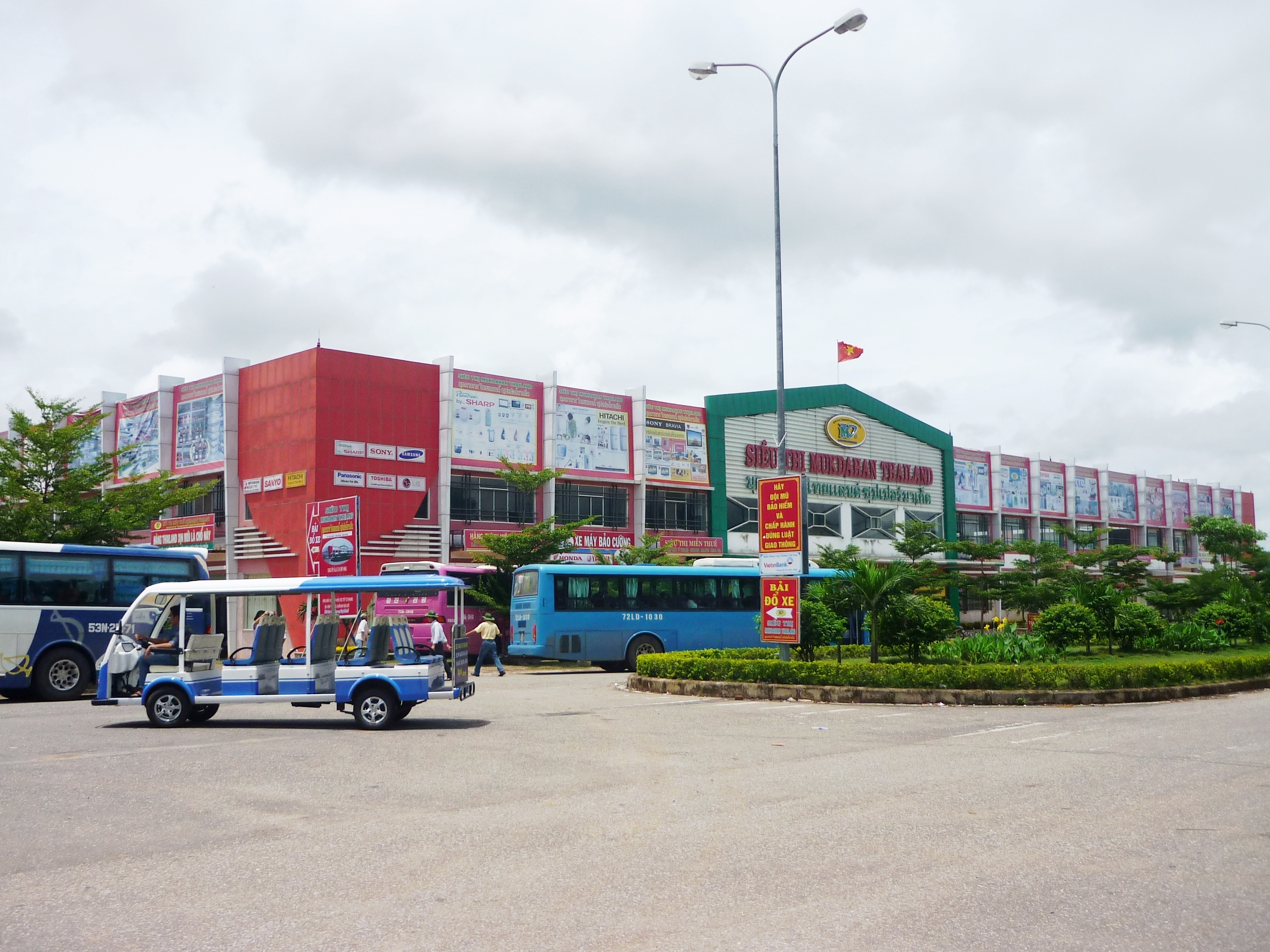
Супермаркет «Mukdahan»
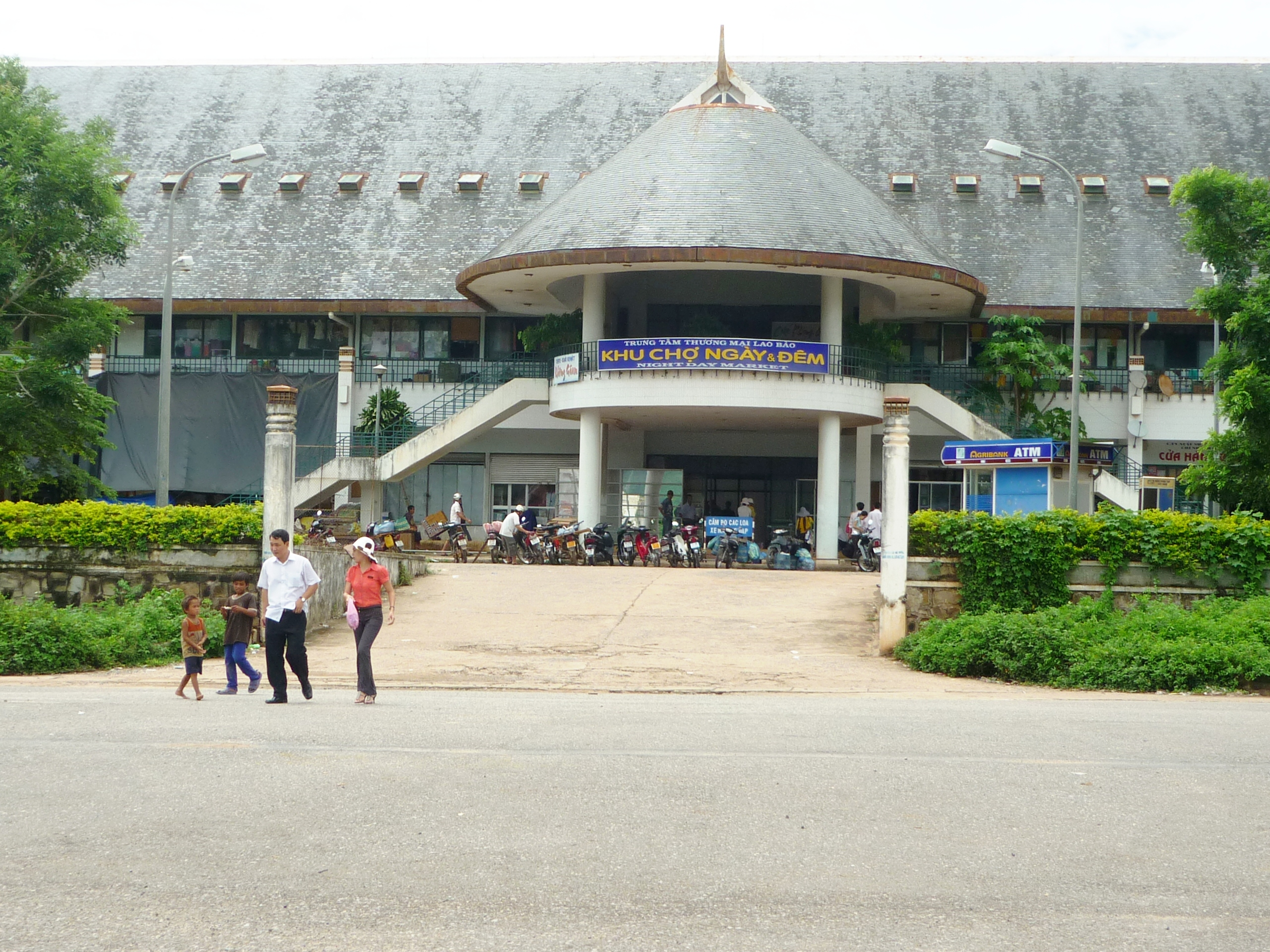
Рынок